# カトリック中町教会
カトリック中町教会（カトリックなかまちきょうかい）は、長崎県長崎市にあるキリスト教（カトリック）の教会およびその聖堂である。長崎に現存する数少ない被爆建造物のひとつであり、残った塔や外壁を利用して復元された。

## 歴史
明治時代、長崎の市街地にあるカトリック教会は大浦天主堂の他になく、日本人信徒のための教会が求められており、フランス人女性からの寄付を受け大村藩の蔵屋敷跡に建築された。設計はパリ外国宣教会のパピノ神父
- 1897年（明治30年）9月8日 - 献堂式を挙行。
- 1933年（昭和8年）5月15日 - 松山城放火事件の犯人により西中町天主堂（現・中町教会[3]）が放火され全焼、付近に民家にも延焼し、10棟17戸を焼く[4]。
- 1945年（昭和20年）8月9日 - 長崎市への原子爆弾投下により、爆心地の2.6キロメートル南南東に位置する当教会も被災。爆風により天井の崩落など損壊し、その後発生した火災により側壁と尖塔以外が焼失した[5]。
- 1946年（昭和21年）12月 - 木造の仮聖堂が完成。
- 1950年（昭和25年）1月 - 聖堂復旧に着手。
- 1951年（昭和26年）10月16日 - 聖堂の復旧工事が完了し、山口愛次郎司教によって祝別された[6]。

## 教会の保護者
- 聖トマス西と15殉教者

## 敷地内の施設等
- お告げの聖母保育園（お告げのマリア修道会立）
- 日本二十六聖人3少年像
- 聖トマス西と15殉教者（長崎十六聖人）記念碑

## 所在地
- 〒850-0055　長崎県長崎市中町1-13[7]

### 交通アクセス
- JR長崎駅から徒歩6分